# Manal el-Bahraoui
Manal El Bahraoui, née le 6 janvier 1994, est une athlète marocaine naturalisée bahreïnie.
Sous les couleurs du Maroc, elle est médaillée de bronze du 800 mètres aux Championnats du monde juniors d'athlétisme 2012 à Barcelone.
Elle est médaillée de bronze du 800 mètres aux Championnats panarabes d'athlétisme 2021 à Radès.